# Raggruppamento sahariano "Mannerini"
Il Raggruppamento sahariano "Mannerini", dal nome del comandante il generale Alberto Mannerini (per distinguerlo dal precedente Raggruppamento sahariano "Maletti"), fu una grande unità del Regio Esercito operante in Tunisia durante la seconda guerra mondiale.

## Storia
Il Raggruppamento "Mannerini" era un'unità di livello divisionale sui generis creata con unità sia coloniali che nazionali, attivata nei primi mesi del 1943, durante la campagna di Tunisia. L'organico variò molto nel tempo e spesso non è ricostruibile. Ciò è dovuto al fatto che essa era composta con le unità di complementi tratte da altre grandi unità o da reparti reduci di unità sbandate o distrutte.
Schierate sulla linea del Mareth, le unità del "Mannerini" furono impegnate in operazioni a lungo raggio nel deserto, soprattutto in contrasto al Long Range Desert Group. Il raggruppamento partecipò in maniera organica alle battaglie della campagna di Tunisia, in particolare all'Operazione Pugilist. Nell'ambito di questa operazione, il "Mannerini" costituiva la riserva d'armata della 1ª Armata e si sacrificò completamente sulla linea del Uadi Akarit, presso El Hamma ed Sebkhet el Nual.

## Organizzazione
La forza del "Mannerini" si attestava su circa 6 000 uomini. I reparti nazionali provenivano in particolare dalle distrutte divisioni "Savona" e libiche e dai complementi del XVI e CXVI Battaglione della "Pistoia" (LV Battaglione), dalla Polizia dell'Africa Italiana e dalla Guardia alla Frontiera del Settore Sahariano. Le fanterie erano appoggiate da diverse unità blindate e corazzate, quali il R.E.Co (Raggruppamento Esplorante Corazzato) "Cavalleggeri di Lodi" ed elementi del "Monferrato", "Nizza" e "Novara" con autoblindo AB41, carri L6/40 e semoventi L40. La componente d'artiglieria contava su almeno sette batterie, dotate soprattutto di obici da 75/18 Mod. 1934/1935, cannoni da 100/17 e mitragliere antiaeree Breda 20/65 Mod. 1935. Al raggruppamento venne poi aggregata una grossa componente di truppe coloniali, quali diverse compagnie auto-avio sahariane, reparti meharisti e i camionettisti italo-arabi del Gruppo Formazioni "A". In tempi diversi con il Raggruppamento "Mannerini" operarono la 103ª Compagnia arditi camionettisti del 10º Reggimento arditi, la 3ª Compagnia PAI ed il VI Battaglione CC.NN..

## Ordine di battaglia: marzo 1943
- 350º Reggimento fanteria Guardia alla Frontiera
- un battaglione Guardia alla Frontiera
- XVI Battaglione mitraglieri da posizione
- CXVI Battaglione mitraglieri da posizione
- 7 compagnie sahariane
- V Gruppo squadroni esplorante/5º Reggimento "Lancieri di Novara"
- 290º Raggruppamento artiglieria Guardia alla Frontiera
- un battaglione misto genio
- LV Battaglione complementi